# Сохужинці
Сохужи́нці, Суховжинці — село в Україні, у Сахновецькій сільській громаді Шепетівського району Хмельницької області. Населення становить 357 осіб (2001).

## Географія
Село розташоване на лівому березі річки Хомора. На південний схід від села розташований Сохужинецький гідрологічний заказник.

## Історія
У 1906 році село Тернавської волості Ізяславського повіту Волинської губернії. Відстань від повітового міста 22 верст, від волості 3. Дворів 169, мешканців 851.
9 січня 2019 року громада УПЦ МП приєдналася до Української Помісної Церкви.
Колишній орган місцевого самоврядування — Тернавська сільська рада.

## Населення

### Мова
Розподіл населення за рідною мовою за даними перепису 2001 року:
| Мова       | Кількість | Відсоток |
| ---------- | --------- | -------- |
| українська | 356       | 99.72%   |
| російська  | 1         | 0.28%    |
| Усього     | 357       | 100%     |